# Segoveso
Segoveso (ante 600 a.C.) fu un principe gallo.
Nipote del re Ambigato e fratello di Belloveso, secondo il racconto di Livio partì dalla terra dei Biturigi, ormai divenuta insufficiente per sfamare tutta la popolazione, e si diresse verso la Selva Ercinia, seguendo gli auspici divini.

Al suo seguito aveva una moltitudine (circa 130.000 persone), pronta ad iniziare il viaggio verso una nuova terra. Vi erano indovini, sacerdoti e bardi, al contrario del fratello Belloveso che aveva portato con sé la parte guerriera della tribù.

Era usanza tra i popoli gallici di migrare quando la popolazione aumentava troppo: in tal caso, i più giovani, quelli che non avevano ricchezze, ed i più deboli, erano le prime categorie sociali destinate ad abbandonare la tribù per cercare miglior fortuna altrove.
Tum Segoveso sortibus dati Hercynei saltus, Belloveso haudpaulo laetiorem in Italiam viam di dabant (Livio, Ab Urbe condita, lib. V, 34). 

Così, mentre Belloveso si dirigeva verso la pianura padana per fondare Mediolanum, Segoveso si avviò lungo il corso del Rodano e attraversò il Reno fino ad arrivare (presumibilmente) alla Selva Nera, insediandosi infine nella Selva Ercinia, come re di una popolazione celtica transalpina.